# Museu Marítimo (Macau)

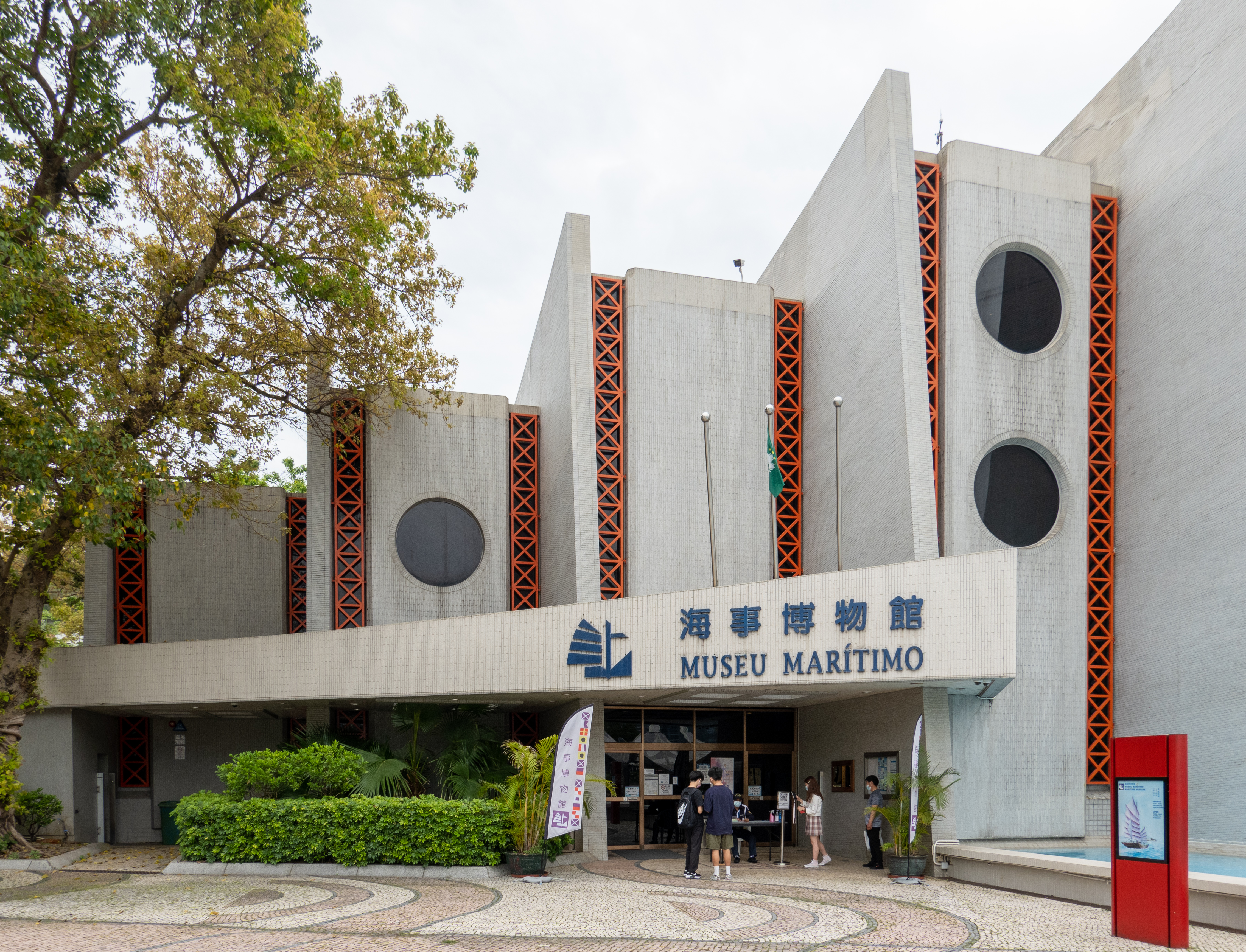
Museu Marítimo

O Museu Marítimo (em chinês:  海事博物館) é um museu em Freguesia de São Lourenço, Macau, China .

## Histórico
A construção do museu foi proposta em 1986. O museu foi finalmente inaugurado em 1987. Devido à limitação de espaço, o novo edifício do museu foi construído e inaugurado em 24 de junho de 1990.

## Arquitetura
O edifício do museu tem mais de 800 m2 de área e foi construído no local onde os primeiros exploradores Português desembarcaram em Macau em 1553. O edifício lembra a forma de um navio.

## Exposições
- Exposição de Etnologia Marítima
- Exposição de História Marítima
- Mostra de Tecnologia Marítima
- Galeria dos aquários[3]